# Murska Sobota
Murska Sobota (phát âmⓘ) (tiếng Hungary: Muraszombat, phương ngữ Prekmurje: Mürska Subouta) là một thành phố và khu tự quản ở đông bắc của Slovenia. Thành phố này có diện tích 14,5 km2, dân số là 11.679 người vào năm 2010. Thành phố nằm trong khu tự quản cùng tên gần sông Mur trong vùng Prekmurje và là thủ phủ vùng này.